# Crozant
Crozant – miejscowość i gmina we Francji, w regionie Nowa Akwitania, w departamencie Creuse.
Według danych na rok 1990 gminę zamieszkiwało 636 osób, a gęstość zaludnienia wynosiła 21 osób/km² (wśród 747 gmin Limousin Crozant plasuje się na 202. miejscu pod względem liczby ludności, natomiast pod względem powierzchni na miejscu 169.).

## Galeria

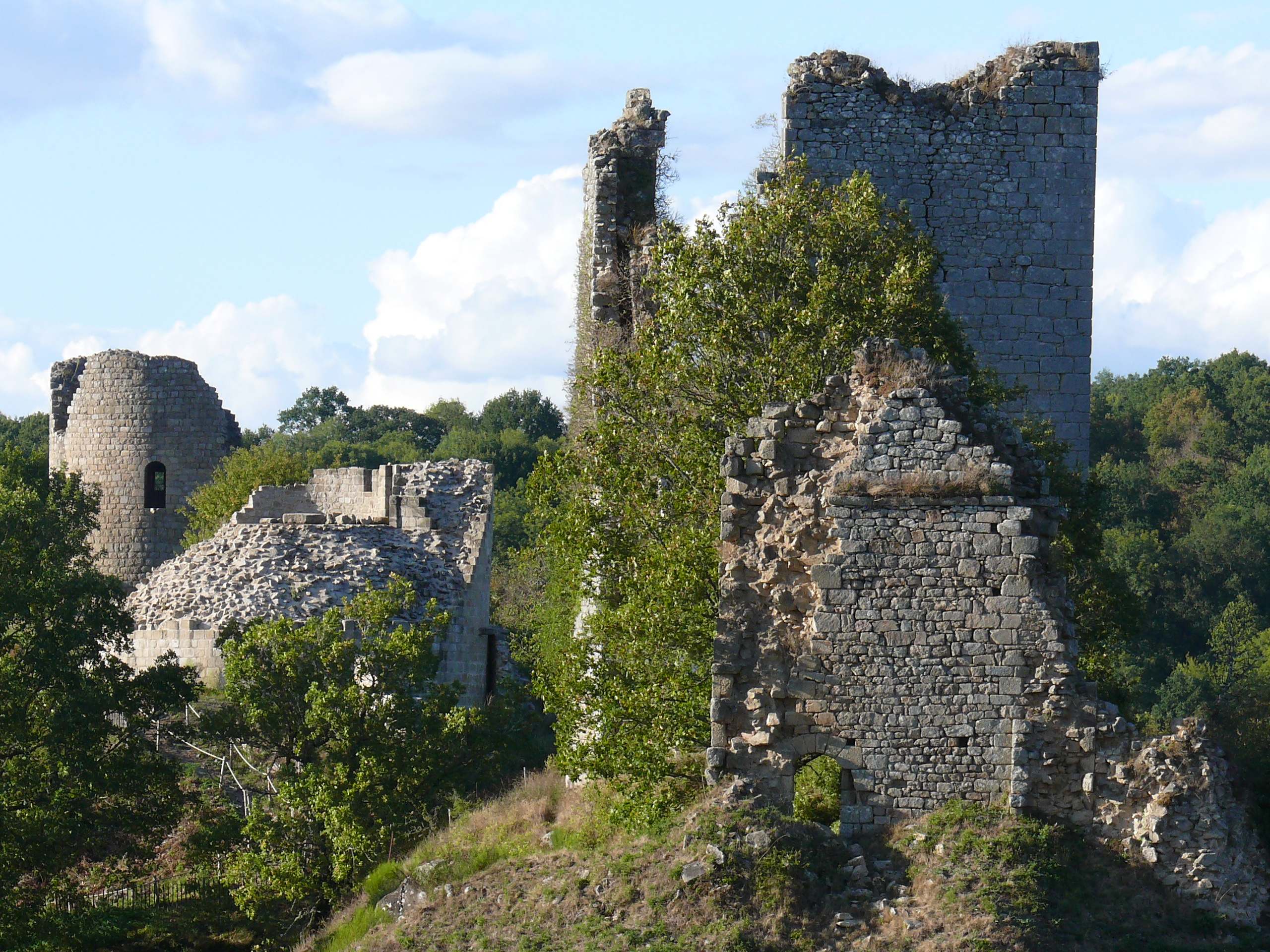
Zabytkowe ruiny Zamku Crozant (2009)
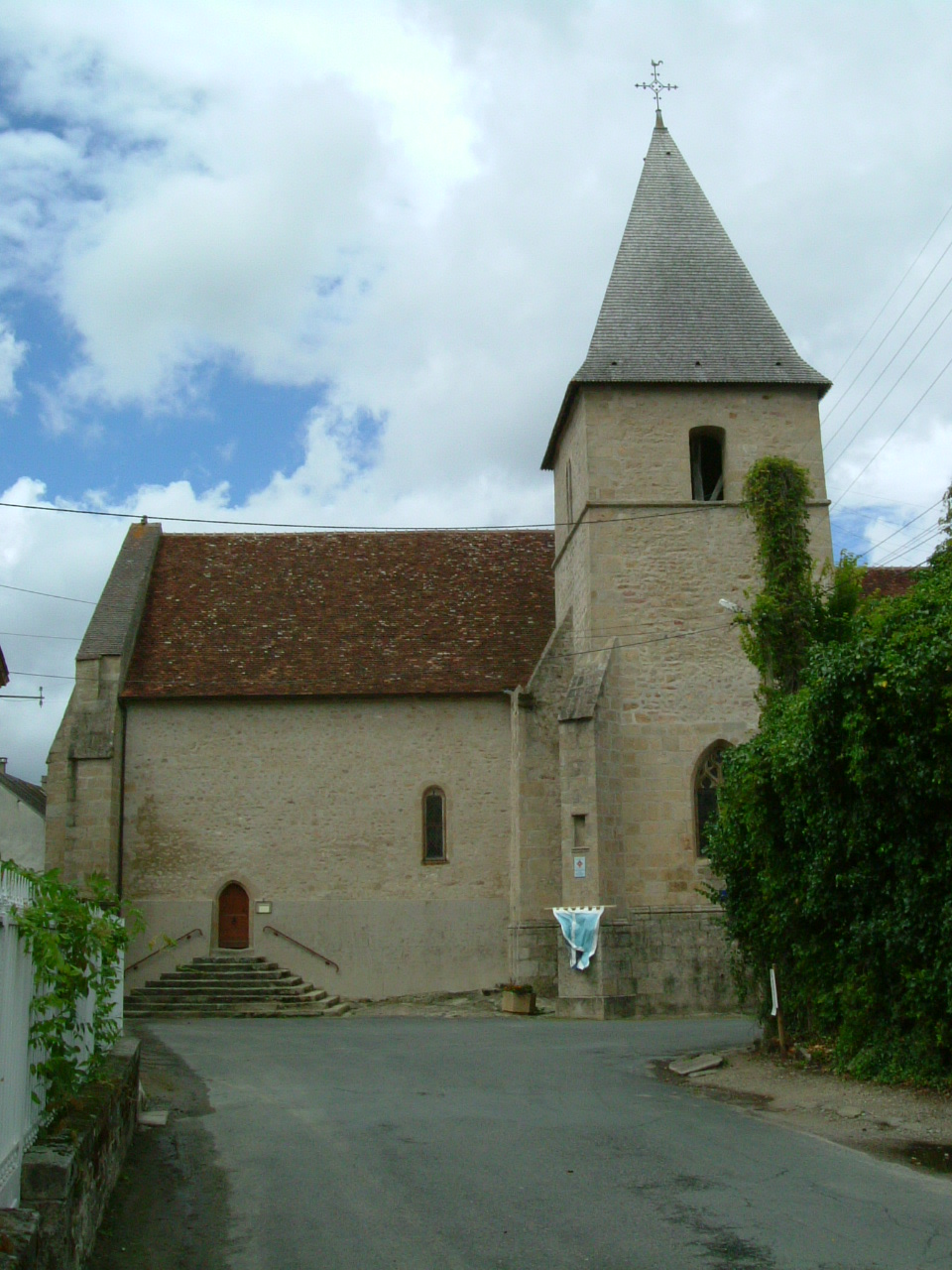
Kościół św. Szczepana (2008)
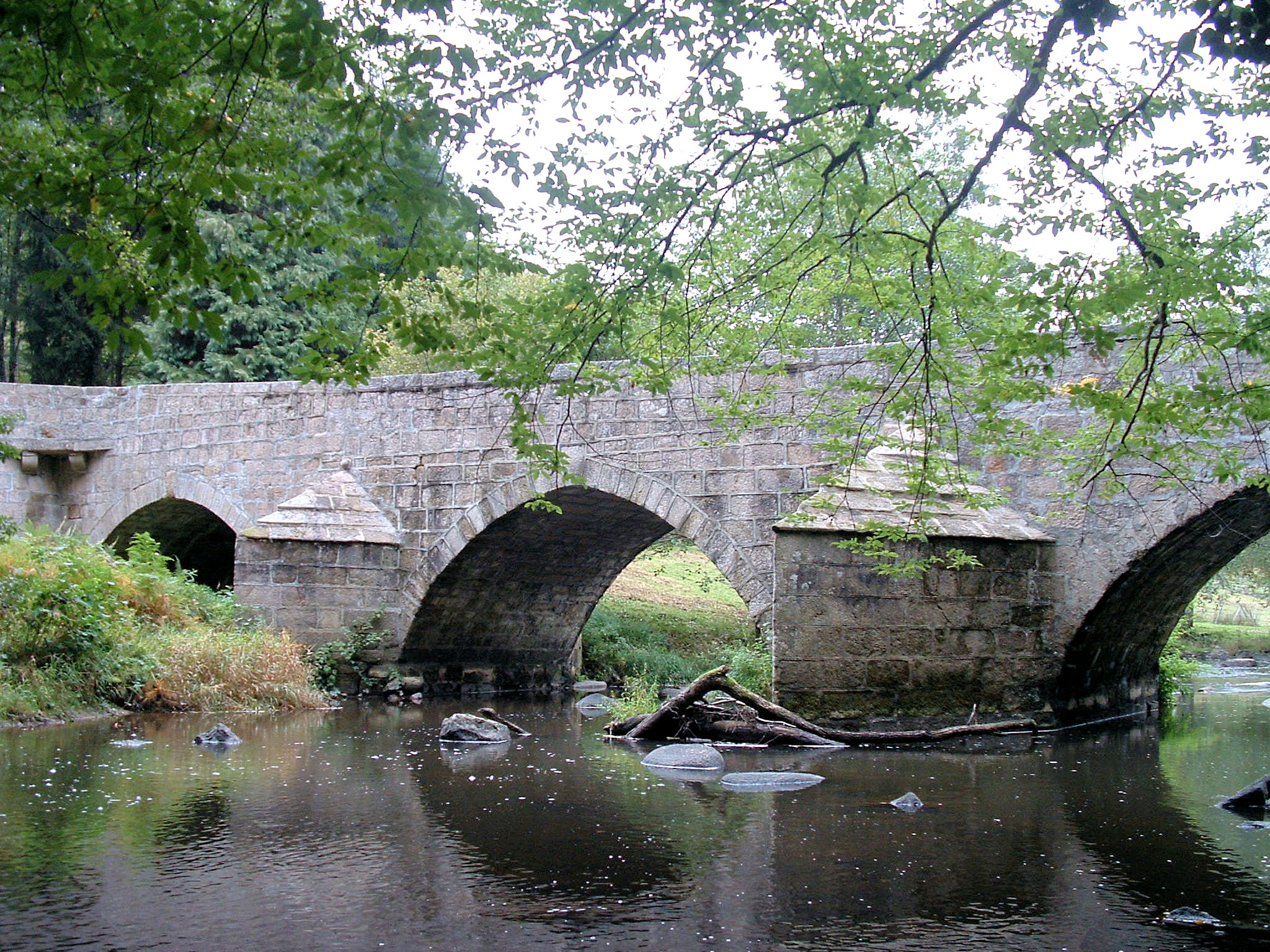
Zabytkowy most Charraud (2005)

## Populacja

Populacja Crozant w latach 1962–2008